# Baathpartiet (Irak)
Baathpartiet, eller Bathpartiet (arabiska: حِزْب البَعْث, Hizb al-Ba'th, "återfödelsepartiet"), med översatt fullständigt namn "Arabiska socialistiska återfödelsepartiet", är ett panarabiskt, nationalistiskt och socialistiskt parti i arabvärlden. Partiet, som innehade makten i Irak mellan 1968 och 2003, kom till makten genom en blodig militärkupp. Kända medlemmar inkluderar Ahmad Hassan al-Bakr, Saddam Hussein, Izzat Ibrahim ad-Douri, Tariq Aziz, Taha Yasin Ramadan, Qusay Hussein och Uday Hussein.
Baathpartiet var ursprungligen ett arabnationalistiskt, sekulärt och socialistiskt parti, som sökte storheten i arabvärlden före islam. Ändringen inleddes under Iran–Irak-kriget på 1980-talet och Takbiren, det vill säga texten "Gud är stor", adderades till Iraks flagga under Gulfkriget 1991. Troskampanjen (al-Hamlah al-Imaniyah) var en statlig kampanj som genomfördes av regeringspartiet Baathpartiet i Irak, med början år 1993, för att styra den nationella politiken i en mer socialkonservativ och öppet islamistisk salafistisk riktning. Partiet hade en fientlig inställning mot perser, shiamuslimer, kurder (särskilt feylier), kuwaitier, gulfstater, assyrier, israeler, turkmener och andra icke sunnitiska-arabiska grupper. Efter den amerikanska invasionen av Irak, upplösningen av baathpartiet och det nybildade shiitiska-kurdiska regeringen; anslöt sig många före detta baathmedlemmar till Al-Qaida och IS. Al-Awda efterträdde partiet.